# Deus Ex: Invisible War
Deus Ex: Invisible War — відеогра жанру Action/RPG, створена Ion Storm Inc. і випущена Eidos Interactive 2 грудня 2003 року для Microsoft Windows та Xbox, продовження гри Deus Ex.
Події гри відбуваються приблизно через 20 років після подій, зображених в Deus Ex. Світ тільки починає оговтуватися від кризи після «Колапсу» в фіналі попередньої гри. Гравець виступає в ролі Алекса Дентона, кадета академії Тарсус, допомоги якого потребують різні організації, що мають різні плани щодо майбутнього людства.

## Ігровий процес

Алекс на вулицях Сієтла

Як і в попередній грі серії, гравець керує героєм, який виконує завдання інших персонажів, на свій розсуд обираючи спосіб дій: знищувати ворогів, оминати їх, або вирішувати проблеми полемікою. На початку гравець може вибрати стать свого персонажа, його портрет (є три жіночих і три чоловічих) і колір інтерфейсу.
У цій частині серії інтерфейс було перероблено, він стилізований під інтерфейс в сітківці очей головного героя. Це має вигляд кілець, де відображається інформація про стан здоров'я, рівень енергії, боєзапас, можливості, предмети в інвентарі, та компас. В гравця, на відміну від Deus Ex, більше не накопичується досвід, натомість персонаж розвивається за рахунок біомодів (біомодифікацій). Вони замінюють імпланти з попередньої гри. Рівень здоров'я став загальним, а не окремими для кожної частини тіла. Він і надалі поповнюється аптечками чи їжею. Кожен з предметів в Invisible War займає тільки одну комірку інвентаря, незалежно від реального розміру.
Біомоди дають здібності, такі як невидимість, прямий зв'язок з комп'ютерами, посилення м'язів, управління роботами тощо. Всього є 5 категорій біомодів (очі, мозок, скелет, руки, ноги), у кожній з яких пропонується 2 легальних вдосконалення і 1 нелегальне. Легальні та нелегальні вимагають витрати відповідних каністр з нанороботами. Біомоди можна поліпшити двічі після установки, роблячи відповідні здібності ефективнішими. Отримати каністри можливо як винагороду, знайшовши їх, або купивши. Деякі з біомодів використовують біоенергію і їх потрібно перезаряджати від енергобатарей або ремонтних роботів.
Зброя представлена холодною, вогнепальною, енергетичною, і вибухівкою. Також Алекс здатний користуватися і небойовим оснащенням: мультиінструментами для зламу замків, фальшфейєрами та генераторами шуму. Багато типів озброєння можуть бути вдосконалені за допомогою «збройових модів», які можна знайти, або купити. До таких модів належать глушники, осколкові снаряди, зменшення витрати боєзапасу чи обережне руйнування скла, щоб уникати тривоги. Всі види зброї використовують єдині універсальні боєприпаси, які завдяки нанотехнологіям переробляються в боєзапаси для конкретної зброї. Різні типи зброї вимагають різної кількості боєприпасів, наприклад, переносна ракетниця використовує їх за раз більше, ніж пістолет.

## Світ гри
З часу фіналу першої гри в 2052 році минуло 20 років, світ пережив Великий Колапс. Всі три можливих фінали поєдналися: Джей-Сі Дентон інтегрувався зі штучним інтелектом, Ілюмінати втратили важелі управління суспільством, а протистояти організації Маджестік-12 так і не вдалося. Маршрутизатор «Аквінас» в Зоні 51 відключився, що спричинило руйнування інфраструктури і початок періоду заворушень і воєн. Напрацювання корпорації Versalife в сфері генної інженерії розповсюдилися світом. Наприклад, істоти грізели, або людиноподібні «сірі». Утворилися міста-держави і нові організації. Деякі зі світових фракцій насправді таємно об'єднані — Тамплієри є радикальною фракцією Ордену, а ВТО і Орден керуються Ілюмінатами.
Всесвітня торгова організація (ВТО) — намагається відновити світову цивілізацію, надаючи технології тим містам-державам, які згодні підпрядковуватися організації. В підконтрольних містах створює так звані «анклави» і «аркології».
Орден — міжконфесійна організація, яка шукає світову гармонію. Члени організації намагаються захистити природну будову людини і стан навколишнього середовища.
Тамплієри — вимагають повної відмови від біомодифікації і очищення людини. Є нащадками середньовічних Тамплієрів.
Омари — повністю біомодифіковані люди, об'єднані в єдину особистість. Зазвичай носять незнімні костюми, які дають їм переваги над звичайними людьми. Є лідерами світового чорного ринку, в особливості в сфері біомодифікацій.
Корпорація Апостол — таємна організація, яка прагне створити ідеальне суспільство за допомогою ШІ Геліос, яким будуть керувати всі біомодифіковані громадяни, а самі люди стануть рівними як тілесно так і розумово. Створена Полом Дентоном і Трейсером Тонгом.

## Сюжет
Кадет академії Тарсус Алекс Ді тікає від терористичної атаки, коли смертник знищив Чикаґо самовідтворваними нанороботами. Алекс, разом з кадетами Біллі Адамсом, Лео Джанковські, Кларою Спаркс і лідерами проекту встигає евакуюватися до філіалу Тарсус в Сієтлі. Доктор Лейла Нассіф не розповідає про причину атаки на Чикаго, але незабаром на базу нападають сили Ордена. З Алексом зв'язується Біллі Адамс і повідомляє, що є таємним членом Ордена, котрій відомо, що програма Тарсус є експериментом з тестування біомодів, а кадети — піддослідні. Вона переконує Алекса втекти і зустрітися з Орденом в Нижньому Сієтлі. Доктор Нассіф натомість просить Алекса залишатися вірним Тарсусу.
Після втечі Алекс опиняється в Сієтлі, з ним зв'язується глава безпеки ВТО Донна Морган, яка пропонує зустрітися в повітряному терміналі ВТО. Вона доручає йому обшукати квартиру міністра культури Сієтла, якого підозрюють у нелегальній торгівлі зброєю. Там же Алекс Дізнається, що Клара Спаркс працює на ВТО. Адамс також просить Алекса перевірити квартиру доктора Нассіф (у тій же будівлі). В ході огляду Алекс з'ясовує, що Нассіф причетна до справ міністра культури.
На шляху в комплекс Ордена в Нижньому Сієтлі Алексу належить усунути витік токсичних відходів в інклінаторі — величезному ліфті, що сполучає дві частини міста. У Нижньому Сієтлі Лін-Мей Чен (Вищий Авгур і права рука Її Святості Ордена) повідомляє Алексу, що члени Ордена, котрі напали на Тарсус, є зрадниками і просить Алекса дізнатися їхні мотиви. Біля інклінатора Алекс Дізнається, що зрадники приєдналися до Тамплієрів, чиї способи боротьби є більш радикальними, ніж мирний підхід Ордену. Він розкриває, що Тамплієри замовили зброю під назвою Маг Рейлі у компанії Мако Баллістікс, що знаходиться на околицях Сієтла. ВТО хоче роздобути цю зброю, а Орден прагне знищити її творця. Обидві організації просять Алекса полетіти на фабрику для виконання їх інструкцій.
В пошуках пілота Алекс може врятувати жінку на ім'я Єва Джонсон в повітряному терміналі ВТО, і вона в знак подяки возитиме його безкоштовно, або найняти Сіда Блека в барі «Яма Грізела» в Нижньому Сієтлі, попередньо звільнивши його літальний апарат від гангстера Софії Сак.
Прибувши на фабрику, Алекс зустрічається з директором проекту Тарсус Стеном Карнегі і дізнається, що доктор Нассіф полетіла до Каїру, де знаходиться один з філіалів Корпорації Апостол. Гравець може закінчити завдання, просканувавши тестовий зразок Маг Рейлі для однієї з організацій (що розлютить іншу) або убивши творця зброї.
В Каїрі процвітає аркологія під контролем ВТО, але повітря зовнішньої Медіни заражене нано-вірусом під назвою Чума-11. Алекс зустрічає Лео Джанковскі, який найнявся охоронцем до Омарів, і розкриває дії Тамплієрів в аркології, включаючи можливий рейд на Омарів. Остання фортеця Тамплієрів в Каїрі знаходиться в каїрському відділенні Корпорації Апостол, де Алекс, підтримуваний Кларою Спаркс, допитує доктора Нассіф (або вбиває її за наказом Ордена, що не сподобається Кларі) і дізнається, що директор каїрського відділення захоплений в полон Тамплієрами. Але один із засновників, Трейсер Тонг, все ще на волі — в Трірі, де якраз проходить зустріч вищих чиновників ВТО і Ордена. Алекс розкриває, що його справжнє ім'я — Алекс Діентон, і він є другим клоном Пола Дентона (першим був Джей-Сі), причетного до Колапсу.
У Трірі Алекс зустрічається з Тонгом і дізнається про «Велике Просування», якого домагається Корпорація Апостол. Виявляється, Корпорація Апостол була заснована Трейсером Тонгом і Полом Дентоном після катастрофічного злиття Джей-Сі Дентона з Геліосом, що призвело до Колапсу. Вони прагнули розробити універсальну структуру біомодів, безпечну для всіх людей. Пол Дентон був одним з перших піддослідних, але експеримент провалився, і він впав у кому, після чого був заморожений у кріогенній камері в Каїрі, де його і захопили Тамплієри. Сам Джей-Сі, що продовжує залишатися в нестабільному стані, чекає на лікування в Антарктиці. У притулок Джей-Сі можна потрапити тільки через телепорт, що пропускає лише осіб з ДНК Дентона, схований в лабораторіях ApostleCorp у старовинній фортеці «Чорна брама», захопленій Тамплієрами. Тонг також розкриває, що Тамплієри викрали главу Ордену, «Її Святість», і утримують її в лабораторіях. Чад Дюмье, глава ВТО, просить Алекса врятувати її.
Алекс успішно проводить операцію з визволення жінки і дізнається, що «Її Святість» — насправді Ніколетта Дюклер. Вона і голова Дюмье є главами теперішній інкарнації стародавнього ордену ілюмінатів; ВТО і Орден є лише двома різними важелями досягнення влади над світом. Алекс розуміє, що ілюмінати прагнуть оживити Джей-Сі Дентона і використовувати його для світового панування. Корпорація Апостол хоче зробити те ж саме, щоб створити істинно-демократичну пост-людську цивілізацію, керовану Геліосом за допомогою універсальних біомодів. Тамплієри на противагу їм намірені знищити Джей-Сі і всіх носіїв біомодів задля повернення людства до «природного стану». Пробравшись до місцевої церкви Тамплієрів, Алекс телепортується в притулок Джей-Сі.
Там Алекс ремонтує осередки пам'яті Геліоса, використовуючи свою універсальну архітектуру біомодів. Він подорожує в пам'яті Джей-Сі по деяких місцях з першої гри та врешті зустрічається з Біллі Адамс, яка працює на Тамплієрів. Якщо залишити її в живих, то вона знову з'явиться в фіналі гри. Після ремонту Геліоса, Джей-Сі описує свою філософію і бачення майбутнього світу. Він інструктує Алекса вирушити до Каїру, врятувати Пола Дентона з рук Тамплієрів і вивести його з коми.
В Каїрі Дюмье зв'язується з Алексом і наказує йому вбити Пола. Він також бере в полон Клару Спаркс, щоб Алекс не ослухався його. Алекс зустрічає Лео Джанковскі, противника всіх фракцій, якого Омари збираються насильно зробити собі подібним. Лідер Тамплієрів Саман зв'язується з Алексом і просить його здати кров для вилікування Пола. Пішовши за цим наказом, Алекс може приєднатися до Тамплієрів, але ілюмінати та Корпорація Апостол будуть незадоволені таким рішенням. Відмова спричиняє битву між Алексом і Тамплієрами. Також можна відмовитися здати кров, але все-таки вбити Пола Дентона, відключивши його системи життєзабезпечення, або врятувати його.
Дія останньої глави відбувається на Острові Свободи, початковій точці першої гри. Там розташована машина Джей-Сі для підключення до світової комунікаційної мережі. Для доступу до неї Алекс добуває Аквінакський протокол, який всі три головні фракції просять передати їм. Алекс постає перед вибром подальшої долі світу. Якщо Лео присутній на острові, то він пропонує Алексу четвертий варіант дій — вбити всіх лідерів; якщо його немає, то це зроблять Омари. Фінал залежить від того, кому Алекс пошле протокол і хто з лідерів залишиться в живих.
Фінали:
Апостол (Велике Просування) — якщо Джей-Сі живий і Алекс віддає інформацію Апостолу, він ступає в машину Джей-Сі, даючи цим необхідний зразок універсальних біомодів. Задум Джей-Сі здійснюється: людство завдяки біомодам отримує колективний розум під керуванням Геліоса, що робить світ досконалою демократією. Завершується словами Джона Стюарта Мілля: «Насправді має значення не лише те, що робить людина, а також те, яким чином вона це робить. З-поміж людських справ… найпершою, безумовно, є сама людина».
Ілюмінати (Вік Світла) — з отриманням протоколу ілюмінатами і зруйнуванням машини Джей-Сі, ілюмінати беруть ситуацію в свої руки. Вони створюють утопію, таємно керуючи світом. Для можливості цього фіналу Дентон повинен бути мертвим; Чад і Ніколетта повинні вижити. Завершується цитатою Мішеля Фуко: «…формування знань і зростання сили постійно доповнюють одне одного».
Тамплієри (Потоп) — Алекс передає протокол Тамплієрам і ступає в машину Джей-Сі, чим знищує всі біомоди в світі. Над світом встановлюється релігійний тоталітаризм Тамплієрів. Для можливості цього фіналу Саман повинен вижити; Дентон повинен бути мертвим. Завершується висловом Джона Баньяна: «Той, хто сходить зі шляху розуміння, лишиться в стані змертвіння».
Омари (Випалена Земля) — настає, якщо світові лідери мертві. Машина Джей-Сі знищується, Земля поринає в анархію та війни, через які людство поступово вимирає. Омари, будучи більш живучими і пристосованими, захоплюють світ. У цьому разі не має значення хто отримає протокол, жодна з фракцій без лідерів не зможе ним скористатися. Завершується висловом Монтеня: «А честолюбству давайте відповімо, що саме воно прививає нам смак до усамітенення».
Крім того існує секретний жартівливий фінал Wrap Party, який відкривається, якщо Алекс знаходить в руїнах будівлі UNATCO на Острові Свободи прапор США і змиває його в унітаз. Являє собою вечірку всіх персонажів, які залишилися живими, на Острові Свободи.

## Оцінки й відгуки
| Агрегатор    | Оцінка                      |
| ------------ | --------------------------- |
| GameRankings | 83,65 % (PC) 85.36 % (Xbox) |
| Metacritic   | 80/100 (PC) 85/100 (Xbox)   |

| Видання   | Оцінка |
| --------- | ------ |
| Eurogamer | 8/10   |
| GameSpot  | 8/10   |
| IGN       | 9.0/10 |

Deus Ex: Invisible War отримала в більшості позитивні відгуки критиків. Агрегатор Metacritic вирахував середню оцінку в 80/100 для ПК-версії і 85/100 для версії Xbox. Інший агрегатор GameRankings дав оцінку у 83,65 % для ПК-версії і 85,36 % для Xbox. Станом на 23 травня 2011 року, гра була продана накладом понад 1.2 млн копій.
В цілому, критики відзначили вдосконалену графіку, фізику, освітлення, і кількість виборів, які гравець може зробити. Проте критикувалися недоліки, що залишилися з оригіналу, слабо пропрацьований ШІ противників, і деякі дизайнерські рішення.